# Gardnerella vaginalis
Gardnerella è un genere di batteri gram-variabile (positivo), del quale Gardnerella vaginalis costituisce l'unica specie nota.

## Storia
Inizialmente denominato Haemophilus vaginalis, fu ribattezzato col nome attuale in omaggio a H.L. Gardner, ginecologo di Houston, che lo isolò nel 1955 insieme a Dukes, reputandolo già allora il responsabile di un numero considerevole di casi di vaginosi, non imputabile a Candida o Trichomonas.

## Trasmissione
In età prepubere il riscontro di Gardenerella nell'ambiente vaginale di persone molto giovani asintomatiche è piuttosto raro. Per questo motivo, alcuni autori sostengono che la presenza di Gardnerella nell'infanzia debba essere considerata indice di un probabile - anche se non sicuro - abuso sessuale.

## Descrizione
È piccolo in dimensioni, dalla morfologia rotonda

## Epidemiologia
Tale microrganismo si stanzia nella flora microbica normale della vagina in circa il 30% delle persone sane. Di queste circa la metà risulta convivere in maniera asintomatica con la presenza di questo batterio.

## Patologia
G. vaginalis è un potenziale patogeno che può causare gravi danni alla mucosa vaginale nel caso in cui venga stravolto il normale ambiente di acidità (fattore di sicurezza e di controllo verso potenziali patogeni) sostenuto dai lattobacilli, fisiologicamente presenti come flora normale. In tal caso, questi stessi batteri, che appunto mantengono il pH vaginale su un valore da 3,8 a 4,5, sono soppiantati da una rapida crescita di G. vaginalis. Ciò comporta un quadro clinico noto come vaginosi batterica, infezione altamente diffusa tra le persone in età fertile e caratterizzata da secrezioni mucoidi di colorito grigiastro.

## Diagnosi
La diagnosi è effettuata tramite tamponi vaginali. Il fishy odor test, invece, ricerca il particolare odore emesso in caso di infezione.

## Trattamento
Il farmaco d'elezione è il metronidazolo. Il fine ultimo della terapia è quello di aggredire G. vaginalis e di ristabilire il giusto equilibrio (eubiosi) del microbiota umano normale.